# Coccobius flaviclavus
Coccobius flaviclavus är en stekelart som först beskrevs av Howard 1894.  Coccobius flaviclavus ingår i släktet Coccobius och familjen växtlussteklar. Inga underarter finns listade i Catalogue of Life.